# Horsfieldia sparsa
Horsfieldia sparsa là một loài thực vật thuộc họ Myristicaceae. Loài này có ở Indonesia, Malaysia, Singapore, và Thái Lan.